# کنسرتو پیانو شماره ۱ (بتهوون)
کنسرتو پیانو شماره ۱ (انگلیسی: Piano Concerto No. 1) اثر لودویگ فان بتهوون در دو ماژور اپوس ۱۵، در سال ۱۷۹۵ ساخته شده و در سال ۱۸۰۰ مورد بازبینی قرار گرفته‌است. اولین اجرا در ۱۸ دسامبر ۱۷۹۵ در وین با همراهی بتهوون به عنوان نوازندهٔ پیانو برگزار شد. این اثر در سال ۱۸۰۱، با اهداء بتهوون به شاگردش پرنسس «آنا لوئیز باربارا اودزالچی» منتشر شد.

## تاریخچه
اگرچه این نخستین کنسرتو پیانو بتهوون بود که منتشر شد، اما در واقع سومین تلاش وی در این فرم بود، پس از یک کنسرتوی پیانو منتشر نشده در «می بمل ماژور شماره ۰» (که نباید با کنسرتو می بمل مشهور «امپراتور» بتهوون اشتباه گرفته شود) و کنسرتو پیانو شماره ۲ که در سال ۱۸۰۱ و بعد از کنسرتوی شماره ۱ در لایپزیک منتشر شد. کنسرتوی شماره ۲ یک سال قبل از شماره ۱ ساخته شده بود(۱۷۹۴)، و چند ماه قبل از این کنسرتو (۹ مارس ۱۷۹۵) اجرا گردیده و به خاطر تجدید نظری که در سال ۱۸۰۰ صورت گرفت، کنسرتو شماره ۲ نام گرفت، و این کنسرتو شماره ۱ نامگذاری شد.

## موومان‌ها
سازهای ارکستر عبارتند از: ۲ فلوت، ۲ ابوا، ۲ کلارینت، ۲ فاگوت، ۲ هورن، ۲ ترومپت، تیمپانی و ارکستر زهی. در موومان دوم، فلوت، ابوا، ترومپت و تیمپانی در سکوت کامل هستند.
این کنسرتو همانند «شماره ۲» در سبک‌های هایدن و موتزارت نوشته شده‌است. اما تغییرات ناگهانی در هارمونی، نشاندهندهٔ شخصیتِ موسیقایی بتهوون است. کنسرتو به فرم سونات پایبند است و از سه موومان تشکیل می‌شود:
I. آلگرو کُن بِریو
II. لارگو
III. روندو، آلگرو اسکرزاندو

### موومان اول
موومان اول در فرم سونات است، با یک کادنزا و کدا که به ارکستر در اکسپوزیسیون اضافه شده‌است. تم اصلی بارها و بارها تکرار می‌شود و چندین تم فرعی نیز وجود دارد. تم اصلی در اکسپوزیسیون با گام‌های مختلف در ارکستر تغییر می‌کند ولی «تم دوم» بیشتر در سل ماژور است. بخش بسط و گسترش از می بمل ماژور آغاز شده و به دو مینور مدولاسیون می‌شود که با گلیساندو در اکتاو پایان می‌گیرد. بخش ری‌اکسپوزیسیون در دو ماژور است.
سه گزینهٔ «کادنزا» برای این موومان وجود دارد که طول و دشواری آن‌ها متفاوت است، و «کدا» فقط توسط ارکستر اجرا می‌شود. 
طول اجرا از ۱۴ تا ۱۸ دقیقه متفاوت است.

### موومان دوم
موومان دوم در لا بمل ماژور است که نسبت به گام اصلیِ کنسرتو (دو ماژور)، گامِ نسبتاً دوری محسوب می‌شود. اگر طبق سنتِ کلاسیک رعایت شود، باید در زیرنمایان (فا ماژور) یا نمایان (سل ماژور) باشد. کلارینت نقش مهمی در این موومان دارد و به اندازهٔ پیانو، نقش زیادی در این موومان ایفا می‌کند.
مانند بسیاری از موومان‌های آهسته، این بخش با فرم سه قسمتی (ABA) است که در (A)، چندین تم معرفی می‌شود و سپس در (B)، بسط و گسترش می‌یابد.
اجرای معمولی بیش از ۱۰ دقیقه طول می‌کشد.

### موومان سوم
موومان سوم یک روندوی ریتمیک و بانشاط است که بتهوون از یک ترانهٔ محلی اتریشی اقتباس کرده‌است، و یک فرم سنتی سوناتا روندوی کلاسیک شناخته می‌شود که دارای هفت بخشِ (ABACABA) است. پیانو تم اصلی را بیان می‌کند و سپس توسط ارکستر تکرار می‌شود. دو بخشِ (B) به ترتیب در سل ماژور و دو ماژور قرار دارند و بخشِ میانی (C) در لا مینور است.
دو «کادانزای» کوتاه در این موومان وجود دارد. یکی قبل از بازگشت نهایی به تم اصلی، و دیگری قبل از پایان موومان که با یک کنتراستِ پویا و قابل توجه به پایان می‌رسد (پیانو یک ملودی آرام را اجرا می‌کند و سپس ارکستر با قدرت قطعه را خاتمه می‌دهد).
موومان به‌طور معمول حدود ۸ تا ۹ دقیقه طول می‌کشد.

## کادانزاهای جایگزین
پیانیست آلمانی ویلهلم کمپف برای اولین و آخرین موومان، کادانزای خودش را نوشت و آنها را در اجراها و ضبط‌های خود منتشر کرد. همچنین پیانیست کانادایی گلن گولد، کادانزای خود را توسط انتشارات «بارگر و بارکلی» منتشر کرد. و برای کمپانی ایمی، کادانزای لارس فوگت، توسط «ارکستر سمفونی شهر بیرمنگهام» تحت رهبری سایمون رتل منتشر شد.  

## یادداشت
1. ↑  Anna Louise Barbara Odescalchi
2. ↑  Barger and Barclay